# Spacerider
A Spacerider a Chandeen nevű német együttes negyedik kislemeze, mely 1998-ban jelent meg a Synthetic Symphony kiadásában.

## Az album dalai
1. Spacerider (radio edit) – 4:36
2. Spacerider (I need to dream Mix) – 6:08
3. Siren’s Call (full LP version)	– 7:20